# Cinara wahluca
Cinara wahluca är en insektsart som beskrevs av Hottes 1952. Cinara wahluca ingår i släktet Cinara och familjen långrörsbladlöss. Inga underarter finns listade i Catalogue of Life.